# تنفيس
التنفيس (بالإنجليزية: Abreaction)‏ هو إزالة العقد بطرائق التحليل النفسي، لاسترجاع تجربة ما وتفريفها من تجاوزاتها العاطفية - كنوع من التطهير. في بعض الأحيان يُعتبر التنفيس وسيلة للإدراك الواعي للأحداث الصادمة التي تم قمعها.
التنفيس: مفهوم قدمه سيغموند فرويد في عام 1893 للدلالة على حقيقة أن العواطف المنبثقة المرتبطة بصدمة يمكن تفريغها من خلال الحديث عنها. وقد حدث تفريغ للمشاعر من خلال استرجاع «لحظة معينة أو مشكلة»... وعلى هذا النحو شكلت حجر الزاوية في طريقة فرويد في وقت مبكر المسهلة لعلاج أعراض التحويل الهستيري.
قد يكون معلم فرويد، جوزيف بريور، قد أدخل بالفعل مفهوم التنفيس. وفي وقت مبكر من حياته المهنية، أعرب المحلل النفسي كارل يونغ عن اهتمامه بالتنفيس أو ما أشار إليه بنظرية الصدمة، لكنه قرر في وقت لاحق أنها كان محدودا في علاج العصاب.

## علاج التنفيس
في السيانتولوجيا، تُعتبر بعض الممارسات شكل من أشكال التنفيس الذي اقترضه كاتب الخيال العلمي رون هوبارد من بحرية الولايات المتحدة، عندما أمضى ثلاثة أشهر في مستشفى سان دييغو في عام 1943 مع شكاوى من قرحة والملاريا. وكتب هوبارد لاحقا في سيرته الذاتية المسمى فلسفتي، أنه لاحظ العلاج التنفيسي في المستشفى، على الرغم من أنه في وقت لاحق من حياته ادعى أنه اكتشفه من تلقاء نفسه بعد إصابته في المعركة واستسلامه للمرض بأنه غير قابل للعلاج